# 許仁圖
許仁圖（1949年10月21日—2025年7月10日），筆名阿圖，苗栗後龍人，國立臺灣大學哲學系畢業。曾任河洛圖書出版社發行人、五千年出版社負責人、河洛影業有限公司負責人、萬隆電影公司負責人、《臺灣時報》記者、《臺灣時報》文藝組主任兼副刊主編、《臺灣時報》副總編輯兼總分稿、民主進步黨高雄市黨部主任委員、高雄市政府顧問、高雄市政府新聞處處長、高雄市政府民政局局長、民主進步黨中央黨部副祕書長。

## 經歷
許仁圖小時家境清寒，初中畢業後在新竹賣瓦斯，1966年碰上瓦斯爆炸意外，幸運地死裡逃生；卻因為在家養病，有了繼續升學的機會，並考上苗栗中學。
1969年許仁圖參加大學聯考，考上國立中興大學歷史學系；但因對哲學較有興趣，重考進輔仁大學哲學系，但他事先並不知輔大是私立學校。考慮到私立學校的開銷較為龐大，於是第三年他再度重考，結果不幸讓大雨淋濕了准考證，使他無法入場。之後他參加台大哲學系插班考試，卻意外錄取，於是他就進了台大。
上了大學後，他開始幫人賣書。1974年他標會籌措資金並與母親合資成立河洛圖書出版社，在戒嚴後期專門翻印古書與大陸書。期間他以阿圖為筆名發表《鐘聲21響》，並請教授臺靜農與藝術家楚戈做序。楚戈將《鐘聲》推薦給《中國時報》「人間副刊」主編高信疆，使其在報上連載，也因此，《鐘聲》在當年紅極一時，許仁圖頓時成為暢銷作家。
之後他將《鐘聲》改拍成電影（他撰寫目的便是想拍成電影），找來苗中校友柳松柏擔任導演，在1980年河洛影業有限公司成立，自任董事長、導演、編劇，並親自擔綱男主角。但是電影只在西門院線上映，在當時只是一個臨時組成的小院線，票房並沒有預期的好。一年後他因違反《票據法》（有「臺灣第一惡法」之稱）入獄一年半，河洛出版社也被迫結束營業。
在獄中，他將《十三經》、《資治通鑑》、《史記》都讀遍了。
1983年他出任《台灣時報》記者、副刊主編、副總編輯、駐社主筆等職。期間他開始撰寫電影劇本，有《大頭仔》（1988）、《校樹青青》（1988）、《我在死牢的日子》（1990）、《黃袍加身》（1991）、《我的一票選總統》（1994）等多部。
1990年的《大賭秀》為他親自執導的電影。1990年許仁圖南下高雄擔任《臺灣時報》主編，1995年任高雄市國美有線電視顧問。之後開始為民進黨撰寫文宣，從此踏入政壇，於1998年當選民進黨高雄市黨部第七屆主委。
許仁圖於1971年入「天德黌舍」讀經，受業於愛新覺羅·毓鋆，為毓老身邊較為親近的弟子。

## 著作

### 散文
- 《龍子農孫》（臺北：五千年出版社，1982）
- 《手扶著鐵窗向外望》（臺北：五千年出版社，1986）
- 《我不入監獄誰入監獄》（臺北：五千年出版社，1986）
- 《手銬腳鐐臺東行》（臺北：五千年出版社，1986）
- 《浪子不回頭》（臺北：五千年出版社，1986）
- 《少年浪歌》（臺北：五千年出版社，1986）
- 《我在死牢的日子》（臺北：五千年出版社，1986）
- 《媽媽太媽媽》（臺北：五千年出版社，1986）
- 《含笑看我》（臺北：五千年出版社，1982）
- 《穿幫小報告》（臺北：五千年出版社，1982）
- 《阿圖放槍》（臺北：五千年出版社，1982）
- 《廿四個晚上》（高雄：河洛圖書出版社，2009）
- 《絕路盡頭還有路》（高雄：河洛圖書出版社，2013）

### 小說
- 《鐘聲21響》（臺北：時報文化，1980；再版，高雄：河洛圖書出版社，2010）
- 《鐘聲再響21》（臺北：五千年出版社，1986）
- 《大武林》（高雄：河洛圖書出版社，2007）
- 《枕舟江湖》（高雄：河洛圖書出版社，2008）
- 《三哥傳奇》（高雄：河洛圖書出版社，2011）
- 《少俠路拔刀》（高雄：河洛圖書出版社，2011）

### 傳記
- 《十木麻黃：許慶田風雲傳奇》（臺北：五千年出版社，1989）
- 《長白又一村》（高雄：河洛圖書出版社，2012；簡體版，《一代大儒：愛新覺羅‧毓鋆》，上海：上海三聯書店，2014）
- 《哲人孔子傳》（高雄：河洛圖書出版社，2016；簡體版，上海：上海三聯書店）

### 哲學
- 編著：《論語一章》（高雄：河洛圖書出版社，2011；香港版，香港：天地圖書，2012）
- 《子曰論語》（高雄：河洛圖書出版社，2011；簡體版，上海：上海三聯書店，2014）
- 主編：《禮元錄：毓老師說》 （高雄：河洛圖書出版社，2012）
- 《中國哲學史：祖述篇&孔學篇》（高雄：河洛圖書出版社，2013）
- 《說孟子》（高雄：河洛圖書出版社，2013；簡體版，石家莊：花山文藝出版社，2016）
- 《盤皇另闢天的毓老師》（高雄：河洛圖書出版社，2015）
- 《元儒》（高雄：河洛圖書出版社，2017）